# Episodi di Andor (prima stagione)
La prima stagione della serie televisiva Andor, composta da dodici episodi, è stata pubblicata sul servizio di streaming on demand Disney+ dal 21 settembre al 23 novembre 2022.
| nº | Titolo originale    | Titolo italiano     | Pubblicazione     |
| -- | ------------------- | ------------------- | ----------------- |
| 1  | Kassa               | Kassa               | 21 settembre 2022 |
| 2  | That Would Be Me    | Il cliente          | 21 settembre 2022 |
| 3  | Reckoning           | La resa dei conti   | 21 settembre 2022 |
| 4  | Aldhani             | Aldhani             | 28 settembre 2022 |
| 5  | The Axe Forgets     | L'ascia dimentica   | 5 ottobre 2022    |
| 6  | The Eye             | L'occhio            | 12 ottobre 2022   |
| 7  | Announcement        | La mano dell'Impero | 19 ottobre 2022   |
| 8  | Narkina 5           | Narkina 5           | 26 ottobre 2022   |
| 9  | Nobody's Listening! | Non ascolta nessuno | 2 novembre 2022   |
| 10 | One Way Out         | Una via d'uscita    | 9 novembre 2022   |
| 11 | Daughter of Ferrix  | Figlia di Ferrix    | 16 novembre 2022  |
| 12 | Rix Road            | Lampi di ribellione | 23 novembre 2022  |

## Kassa
- Diretto da: Toby Haynes
- Scritto da: Tony Gilroy

### Trama
Cinque anni prima della battaglia di Yavin, Cassian Andor si reca sul pianeta industriale di Morlana One alla ricerca della sua sorella scomparsa. Durante la sua ricerca in un night club, Cassian viene importunato da due agenti di sicurezza della corporazione Pre-Mor. I due inseguono Cassian, il quale dopo uno scontro finisce per ucciderli e fugge sul pianeta Ferrix, dove tenta di nascondere la sua sparizione convincendo il droide di sua madre adottiva Maarva, B2EMO, e il suo amico, Brasso, a coprirlo. Cassian contatta poi Bix, una sua amica mercante di rottami, a cui dice di volere vendere un'unità Starpath, una tecnologia imperiale di grande valore, invitandola a prendere contatti con un acquirente del mercato nero, attirando però i sospetti del fidanzato Timm. Su Morlana One intanto, l'ispettore capo della sicurezza Hyne intende liquidare gli omicidi come una rissa finita male per migliorare il suo rapporto alle autorità imperiali, ma il suo vice, l'ambizioso Syril Karn, è determinato a risolvere il caso. Syril riesce a tracciare il percorso della nave di Cassian e scopre il suo pianeta di origine, Kenari.
Nel passato un Cassian bambino, chiamato Kassa, vede una nave precipitare sul loro pianeta e con alcuni membri della sua tribù si dirige lì, lasciando sua sorella minore nel loro accampamento.
- Interpreti comprimari: Kyle Soller (Syril Karn), Adria Arjona (Bix), Joplin Sibtain (Brasso), James McArdle (Timm Karlo), Rupert Vansittart (Capo ispettore Hyne)
- Guest star: Tim Faraday (portiere), Caroline Green (barista), Lee Boardman (Kravas Drezzer), Stephen Wight (Verlo Skiff), Raymond Anum (Nurchi), Ian Whyte (Vetch), Margaret Clunie (prostituta), Dave Chapman (voce di B2EMO), Kieran O'Brien (Pegla).

## Il cliente
- Titolo originale: That Would Be Me
- Diretto da: Toby Haynes
- Scritto da: Tony Gilroy

### Trama
Maarva rivela a Cassian che c'è un avviso di ricerca su di lui e si chiedono preoccupati chi sappia che viene da Kenari. Cassian vuole vendere a Bix l'unità Starpath per accelerare la raccolta di fondi per fuggire dal pianeta, ma nel frattempo arriva su Ferrix Luthen Rael, il cliente di Bix per comprare l'unità Starpath. Intanto Timm, geloso della vicinanza tra Bix e Cassian, decide di denunciarlo alla polizia di Morlana One dopo avere visto l'avviso di ricerca. Syril e il suo vice, il sergente Linus Mosk, partono per Ferrix dopo essere risaliti a lui interrogando la donna con cui aveva parlato per cercare sua sorella. 
Nel passato, Cassian e i suoi compagni indagano sulla nave schiantata e scoprono un'enorme miniera abbandonata sul loro pianeta. Quando uno di loro viene ucciso da un membro dell'equipaggio della nave, la tribù uccide l'attaccante e lascia rapidamente il luogo dell'incidente, mentre Kassa rimane indietro guardando con livore verso la nave.
- Interpreti comprimari: Kyle Soller (Syril Karn), Adria Arjona (Bix Caleen), James McArdle (Timm Karlo), Stellan Skarsgård (Luthen Rael), Alex Ferns (sergente Linus Mosk), Fiona Shaw (Maarva Andor), Joplin Sibtain (Brasso)
- Guest star: Neil Bell (time grappler), Kieran O'Brien (Pegla), Dave Chapman (voce di B2EMO), Ron Cook (Willi), Raymond Anum (Nurchi), Kiran Shan (Granik), Abhin Galeya (Salman Paak), Muhannad Bhaier (Wilmon), Zubin Varla (Xanwan)

## La resa dei conti
- Titolo originale: Reckoning
- Diretto da: Toby Haynes
- Scritto da: Tony Gilroy

### Trama
Syril, Mosk e gli altri corporativi arrivano su Ferrix e interrogano Maarva per rintracciare Cassian. Questi sta per incontrare Luthen Rael, il suo acquirente, e viene tracciato quando manda un messaggio a B2EMO. Bix, che ha scoperto la denuncia di Timm, corre ad aiutarlo, ma viene fermata dai corporativi. Timm cerca di aiutarla, ma viene ucciso da uno di loro. Intanto Rael si dimostra più interessato alle abilità di Cassian e gli propone di partire con lui. La conversazione viene interrotta dall'arrivo dei corporativi, ma i due riescono a fuggire verso la nave di Luthen creando un diversivo. Nel passato Cassian, mentre esplora la nave, si imbatte in B2EMO, Maarva e suo marito Clem: nonostante quest'ultimo sia riluttante, Maarva credendolo un orfano lo stordisce e lo porta via con sé per accudirlo.
- Interpreti comprimari: Kyle Soller (Syril Karn), Adria Arjona (Bix Caleen), Stellan Skarsgård (Luthen Rael), James McArdle (Timm Karlo), Fiona Shaw (Maarva Andor), Alex Ferns (sergente Linus Mosk), Joplin Sibtain (Brasso)
- Guest star: Gary Beadle (Clem Andor), Dave Chapman (voce di B2EMO), Muhannad Bhaier (Wilmon), Abhin Galeya (Salman Paak), Roon Cook (Willi), Zubin Varla (Xanwan), Jordan Long (Ovest-4), Jake Lampert (Ovest-3), Abraham Popoola (Nord-1), Richard Henderson (Nord-3), Fraser Ayres (Est-1)

## Aldhani
- Diretto da: Susanna White
- Scritto da: Dan Gilroy

### Trama
Luthen offre a Cassian di unirsi ad una missione contro l'Impero in cambio di un compenso e lo porta su Aldhani, un pianeta boscoso dove sono stanziati altri ribelli. Luthen dà un cristallo di grande valore a Cassian come anticipo del suo compenso e lo presenta a Vel Sartha, il capo dei ribelli, che è riluttante ad accettare Cassian nel gruppo. Intanto su Coruscant, il maggiore Blevin annuncia la fine dell’indipendenza della corporazione Pre-Mor per il disastro dell'operazione di Syril che, ormai disoccupato, torna da sua madre Eedy. Nel frattempo la supervisore Dedra Meero chiede al suo superiore di indagare sull’accaduto su Ferrix poiché l’unità Starpath è stata rubata da un pianeta sotto la sua giurisdizione, ma riceve un rifiuto. Luthen torna su Coruscant alla sua attività di copertura di antiquario, dove complotta per la Ribellione con la senatrice Mon Mothma, al momento in difficoltà perché pensa di essere sotto controllo. Su Aldhani intanto i ribelli spiegano a Cassian di volersi introdurre in una base imperiale per rubare gli stipendi del settore, sfruttando poi una pioggia di meteoriti come via di fuga.
- Interpreti comprimari: Stellan Skarsgård (Luthen Rael), Genevieve O'Reilly (Mon Mothma), Denise Gough (supervisore Dedra Meero), Kyle Soller (Syril Karn), Faye Marsay (Vel Sartha), Varada Sethu (Cinta Kaz), Elizabeth Dulau (Kleya Marki), Kathryn Hunter (Eedy Karn), Alastair Mackenzie (Perrin Fertha), Anton Lesser (maggiore Partagaz), Rupert Vansittart (capo ispettore Hyne), Alex Ferns (sergente Linus Mosk), Alex Lawther (Karis Nemik), Sule Rimi (tenente Gorn), Ebon Moss-Bachrach (Arvel Skeen), Gershwyn Eustace Jnr (Taramyn Barcona)
- Guest star: Ben Bailey Smith (luogotenente supervisore Blevin), Robert Emms (supervisore Lonni Jung), Michael Jenn (supervisore Lagret), Lucy Russell (supervisore Grandi), Jacob James Beswick (attendente Heert), Apple Brook (vicina), Lee Ross (Kloris)

## L'ascia dimentica
- Titolo originale: The Axe Forgets
- Diretto da: Susanna White
- Scritto da: Dan Gilroy

### Trama
Dopo essersi preparato al piano per tre giorni, Cassian si dirige alla base imperiale con gli altri ribelli. Uno di loro, Arvel Skeen, scopre che Cassian ha con sé il cristallo prezioso ed egli è costretto ad ammettere di essere lì solo per i soldi. Nel frattempo alla base il tenente Gorn, comandante e in realtà alleato dei ribelli, viene a sapere dell’imminente arrivo di un importante ingegnere da Coruscant. Lì intanto Mon Mothma è vessata dai litigi continui con la figlia e il marito, mentre Dedra Meero indaga su chi abbia rubato l’unità Starpath. Altrove sullo stesso pianeta, Syril discute con sua madre sul suo futuro e Luthen Rael cerca invano via radio notizie dell'operazione su Aldhani.
- Interpreti comprimari: Stellan Skarsgård (Luthen Rael), Genevieve O'Reilly (Mon Mothma), Denise Gough (supervisore Dedra Meero), Kyle Soller (Syril Karn), Faye Marsay (Vel Sartha), Varada Sethu (Cinta Kaz), Elizabeth Dulau (Kleya Marki), Kathryn Hunter (Eedy Karn), Alastair Mackenzie (Perrin Fertha), Alex Lawther (Karis Nemik), Sule Rimi (tenente Gorn), Ebon Moss-Bachrach (Arvel Skeen), Gerschwyn Eustace Jnr (Taramyn Barcona)
- Guest star: Bronte Carmichael (Leida Mothma), Luke Nunn (soldato1), Joel Morris (soldato 2), Ben Bailey Smith (luogotenente supervisore Blevin), Wilf Scolding (capitano Vanis Tigo), Nick Blood (caporale Kimzi), Jacob James Beswick (attendente Heert), Dan Li (caporale 1), Rob Compton (caporale 2), Lee Ross (Kloris)

## L'occhio
- Titolo originale: The Eye
- Diretto da: Susanna White
- Scritto da: Dan Gilroy

### Trama
Cassian, Skeen, Nemik e Taramyn, arrivano alla base travestiti da soldati e vengono assegnati dal tenente Gorn alla scorta del comandante della base Beehaz e la sua famiglia. Entrati, li prendono in ostaggio e si riuniscono a Vel e Cintha, che si sono infiltrate dopo avere sabotato le comunicazioni. Dopo avere occupato la torre di comando, Cintha rimane con gli ostaggi, mentre gli altri portano Beehaz al caveau per farglielo aprire e costringono i soldati presenti a caricare il denaro su una nave presente. Nel frattempo però l’ufficiale radio Kimzi intercetta le loro comunicazioni e scende nel caveau con alcuni soldati, scatenando uno scontro a fuoco. Il comandante Beehaz, il tenente Gorn e Taramyn rimangono uccisi, mentre Nemik rimane gravemente ferito mentre fuggono, schiacciato dalle pile di denaro. Dalla vicina base aerea di Alkenzi partono alcuni caccia TIE per intercettare la loro nave, ma sfruttando la pioggia di meteoriti fuggono attraverso l’Occhio, l'unica rotta sicura. Intanto Cintha, travestita da ufficiale, si dilegua dalla base. Rifugiatisi sul pianeta Fresno per cercare di salvare Nemik, Skeen propone a Cassian di dividersi i soldi e fuggire, ma egli lo uccide, dice a Vel che prenderà la sua parte da quanto rubato avendo fatto la sua parte e se ne va, lasciandole il cristallo da restituire a Luthen.
- Interpreti comprimari: Stellan Skarsgard (Luthen Rael), Faye Marsay (Vel Sartha), Ebon Moss-Bachrach (Arvel Skeen), Alex Lawther (Karis Nemik), Gerschwyn Eustache Jnr (Taramyn Barcona), Sule Rimi (tenente Gorn), Varada Sethu (Cinta Kaz), Stanley Townsend (comandante Jayhold Beehaz), Denise Gough (supervisore Dedra Meero), Anton Lesser (maggiore Partagaz), Elizabeth Dulau (Kleya Marki), Genevieve O'Reilly (Mon Mothma)
- Guest star: Richard Katz (colonnello Petigar), Michelle Duncan (Roboda Beehaz), Alfie Todd (Leonart Beehaz), Nick Blood (caporale Kimzi), David Hayman (capo dei nativi), Aidan Cook (dottor Quadpaw), Jacob James Beswick (attendente Heert), Michael Jenn (capitano Lagret), Lucy Russell (supervisore Grandi), Robert Emms (supervisore Lonni Jung), Ben Bailey Smith (supervisore Blevin), Alice Hag (moglie), Joseph Arkley (marito)

## La mano dell'Impero
- Titolo originale: Announcement
- Diretto da: Benjamin Caron
- Scritto da: Stephen Schiff

### Trama
Syril, grazie all'intercessione dello zio, ottiene un nuovo lavoro come controllore della qualità del carburante presso l’Ufficio degli Standard. Intanto Luthen e Mon Mothma, venuti a sapere della rapina, discutono delle conseguenze:
la senatrice lo rimprovera per gli innocenti che ne soffriranno, ma egli ribatte che bisogna sporcarsi le mani. Nel frattempo l’assistente di Luthen, Kleya, si incontra con Vel Sartha e le ordina di uccidere Cassian, in quanto sa troppo. Presso l’ufficio imperiale intanto il colonnello Yularen ordina un aggravio delle pene nei confronti di tutti i ribelli o dissidenti, mentre alla supervisore Dedra Meero viene assegnato il settore di Ferrix per la sua intraprendenza. Nel frattempo, Mon Mothma incontra il suo vecchio amico banchiere Tay Kolma, al quale chiede di aiutarla dopo avere intuito le sue antipatie per l'Impero. Intanto Cassian torna su Ferrix perché vuole portare via Bix e Maarva. Entrambe però gli dicono di andarsene senza di loro e in particolare la sua madre adottiva dice di volere aiutare la ribellione dopo avere saputo della rapina su Aldhani. Cassian si rifugia sotto falso nome sul pianeta Niamos, ma un giorno viene arrestato senza motivo perché sospettato di essere un dissidente e condannato a sei anni di reclusione.
- Interpreti comprimari: Kyle Soller (Syril Karn), Denise Gough (supervisore Dedra Meero), Fiona Shaw (Maarva Andor), Kathryn Hunter (Eedy Karn), Stellan Skarsgård (Luthen Rael), Faye Marsay (Vel Sartha), Elizabeth Dulau (Kleya Marki), Genevieve O'Reilly (Mon Mothma), Ben Miles (Tay Kolma), Varada Sethu (Cinta Kaz), Anton Lesser (maggiore Partagaz), Adria Arjona (Bix Caleen)
- Guest star: Malcolm Sinclair (colonnello Wullf Yularen), Jacob James Beswick (attendente Heert), Richard Lister (annunciatore), Robert Emms (supervisore Lonni Jung), Lucy Russell (supervisore Grandi), Michael Jenn (supervisore Lagret), Ben Bailey Smith (supervisore Blevin), Lee Ross (Kloris), Alex Blake (Flob), Ragevan Vasan (attendente Felzonis), Lucas Bond (Cassian ragazzo), Dave Chapman (voce di B2EMO), Alastair Mackenzie (Perrin Fertha), Bronte Carmichael (Leida), Gary Beadle (Clem Andor), Jolyon Coy (ufficiale imperiale), Katrina Nare (Windi), Beatie Edney (giudice), Aidan Cook (droide KX, guardia imperiale), Glyn Pritchard (prosecutore), Sam Witwer (voce soldato imperiale)

## Narkina 5
- Diretto da: Toby Haynes
- Scritto da: Beau Willimon

### Trama
Cassian viene trasferito ai lavori forzati su Narkina 5 in un complesso dove vigono rigide norme e il pavimento è in grado di folgorare i detenuti. Questi ultimi sembrano ormai rassegnati al lavoro e il capo reparto Kino Loy si comporta come un kapo: dopo un mese di detenzione anche Cassian sembra adattarsi alla routine e a lavorare con efficienza. Mentre su Coruscant Mon Mothma e Tay Kolma continuano ad avere difficoltà nel raccogliere fondi, Luthen si reca su Segra Milo per convincere, senza successo, Saw Gerrera a collaborare con gli altri ribelli. Nel frattempo su Ferrix Bix e Brasso si prendono cura di Marva che si è ferita cercando informazioni per i ribelli. Dopo avere cercato invano di contattare Luthen, Bix viene arrestata dall'impero e interrogata dalla supervisora Meero, anche lei ora sulle tracce di Cassian dopo aver parlato con Syril.
- Interpreti comprimari: Kyle Soller (Syril Karn), Denise Gough (supervisore Dedra Meero), Anton Lesser (maggiore Partagaz), Andy Serkis (Kino Loy), Adria Arjona (Bix Caleen), Fiona Shaw (Maarva Andor), Joplin Sibtain (Brasso), Genevieve O'Reilly (Mon Mothma), Ben Miles (Tay Kolma), Stellan Skarsgård (Luthen Rael), Elizabeth Dulau (Kleya Marki), Faye Marsay (Vel Sartha), Varada Sethu (Cinta Kaz), Forest Whitaker (Saw Gerrera)
- Guest star: Jacob James Beswick (attendente Heert), Noof Ousellam (attendente Corv), Alex Blake (Flob), Malcolm Sinclair (colonnello Wullf Yularen), Michael Jenn (capitano Lagret), Robert Emms (supervisore Lonni Jung), Paul McEwan (capo delle guardie), Martyn Ware (voce di “Dio”), Duncan Pow (Ruescott Melshi), Christopher Fairbank (Ulaf), Clemens Schick (Ham), Brian Bovell (Jemboc), Tom Reed (Taga), Josef Davies (Xaul), Alastair Mackenzie (Perrin Fertha), Bronte Carmichael (Leida), Dave Chapman (voce di B2EMO), Abhin Galeya (Salman Paak), Muhannad Bhaier (Wilmon), Raymond Anum (Nurchi), Nick Moss (tenente Keysax), Wilf Scolding (capitano Vanis Tigo), Aidan Cook (Benthic), Joshua James (dottor Gorst)

## Non ascolta nessuno
- Titolo originale: Nobody's Listening!
- Diretto da: Toby Haynes
- Scritto da: Beau Willimon

### Trama
Bix viene torturata e interrogata da Meero che riesce così a collegare Cassian alla rapina di Aldhani, volendo scoprire l'identità del compratore di Bix. Syril, ricevuta una promozione per l'aiuto nelle indagini, avvicina Meero proponendosi di aiutarla, ma viene disdegnato. Mon Mothma incontra sua cugina Vel Sartha e assieme concordano di continuare ad aiutare la ribellione, ma la senatrice è sempre più in difficoltà nel raccogliere fondi, così Kolma le propone di incontrare il banchiere Davo Sculdun. Nel frattempo Cassian progetta un piano per evadere e cerca invano di convincere Loy a fornirgli informazioni. Un giorno un detenuto anziano del suo gruppo ha un infarto e il dottore gli pratica l'eutanasia. Cassian e Loy scoprono dal medico che l'intero livello 2 è stato sterminato dopo che avevano scoperto che un carcerato, scontata la pena nel livello 4, è stato in realtà reinserito nel livello 2. Compreso che nessun prigioniero viene effettivamente liberato, Loy decide di aiutare Andor.
- Interpreti comprimari: Kyle Soller (Syril Kan), Denise Gough (supervisore Dedra Meero), Anton Lesser (maggiore Partagaz) Faye Marsay (Vel Sartha), Genevieve O'Reilly (Mon Mothma), Adria Arjona (Bix Caleen), Andy Serkis (Kino Loy), Ben Miles (Tay Kolma), Kathryn Hunter (Eedy Karn)
- Guest star: Joshua James (dottor Gorst), Nick Moss (tenente Keysax), Wilf Scolding (capitano Vanis Tigo), Martyn Ware (voce di “Dio”), Duncan Pow (Ruescott Melshi), Christopher Fairbank (Ulaf), Clemens Schick (Ham), Brian Bovell (Jemboc), Josef Davies (Xaul), Tom Reed (Taga), Rasaq Kukoyi (Birnok), Lee Ross (Kloris), Bronte Carmichael (Leida), Michael Jenn (capitano Lagret), Robert Emms (supervisore Lonni Jung), Nouf Ousellam (attendente Corv), Jacob James Beswick (attendente Heert), Alastair Mackenzie (Perrin Fertha), Adrian Rawlins (dottor Rhasiv)

## Una via d'uscita
- Titolo originale: One Way Out
- Diretto da: Toby Haynes
- Scritto da: Beau Willimon

### Trama
Cassian e Kino rivelano agli altri prigionieri quanto accaduto al livello 2 e si accordano per progettare la fuga. Il giorno dopo, mentre viene consegnato un detenuto in sostituzione a quello deceduto, Cassian rompe un tubo dell'acqua per allagare la stanza e causare un cortocircuito al pavimento elettrificato, permettendo ai detenuti di sopraffare le guardie. Mentre i prigionieri vengono liberati stanza per stanza e livello per livello, Cassian e Kino occupano la sala di controllo, spengono il generatore idroelettrico ed esortano tutti a ribellarsi tramite l'interfono. Con il pavimento elettrificato ormai fuori uso, i detenuti raggiungono facilmente l'uscita tuffandosi in acqua per fuggire. Mentre Cassian e Melshi riescono a raggiungere la riva, Kino confessa di non sapere nuotare e rimane sulla soglia della prigione. Nel frattempo su Coruscant Davo Sculdun offre a Mon Mothma di finanziarla in cambio di un fidanzamento tra i propri figli, ricevendo un secco rifiuto. Intanto Luthen incontra il supervisore dell’ISB Lonni Jung, in realtà una spia infiltrata, che gli racconta delle indagini di Meero. Jung vorrebbe abbandonare il suo lavoro poiché diventato padre, ma Luthen gli impone di continuare, avendo egli stesso per la causa sacrificato la sua vita ad una costante messa in scena.
- Interpreti comprimari: Stellan Skarsgård (Luthen Rael), Denise Gough (supervisore Dedra Meero), Andy Serkis (Kino Loy), Genevieve O'Reilly (Mon Mothma), Ben Miles (Tay Kolma), Elizabeth Dulau (Kleya Marki), Varada Sethu (Cinta Kaz), Anton Lesser (maggiore Partagaz)
- Guest star: Christopher Fairbank (Ulaf), Adrian Rawlins (dottor Rhasiv), Mensah Bediako (Zinska), Martyn Ware (voce di “Dio”), Rasaq Kukoyi (Birnok), Tom Reed (Taga), Josef Davies (Xaul), Clemens Schick (Ham), Brian Bovell (Jemboc), Duncan Pow (Ruescott Melshi), Michael Jenn (capitano Lagret), Robert Emms (supervisore Lonni Jung), Jacob James Beswick (attendente Heert), Matt Dunkley (dottor Mullmoy), Pamela Nomvete (Jezzi), Noof Ousellam (attendente Corv), Richard Dillane (Davo Sculdun), Paul McEwan (capo delle guardie)

## Figlia di Ferrix
- Titolo originale: Daughter of Ferrix
- Diretto da: Benjamin Caron
- Scritto da: Tony Gilroy

### Trama
Su Ferrix Maarva muore e Meero concede una cerimonia funebre volendo tendere una trappola a Cassian. Nel frattempo su Coruscant Vel informa Kleya di Maarva e viene a sapere da Mon che intende dare in sposa sua figlia per ottenere finanziamenti da Sculdun e coprire il buco creato dai soldi prelevati in precedenza. Anche Syril viene a sapere del funerale dal suo ex sergente Mosk e lascia la sua abitazione dopo avere prelevato denaro dalla cassaforte. Intanto Luthen torna da Saw Gerrera avvertendolo che l'ISB sa dell'imminente attacco di Anto Kreegyr alla centrale imperiale Spellhaus: dopo aver discusso, entrambi decidono di sacrificare quegli uomini per un bene superiore. Di ritorno a casa, Luthen viene fermato da un incrociatore imperiale, ma fugge dopo averlo danneggiato con delle particolari contromisure. Nel frattempo Cassian e Melshi fuggono da Narkina 5 con l'aiuto di due pescatori con forti antipatie per l'Impero. Dopo avere ripreso i suoi averi su Niamos, contatta Ferrix per mandare un messaggio alla madre, scoprendo che è morta. Melshi si separa da lui volendo denunciare le ingiustizie dell'impero.
- Interpreti comprimari: Stellan Skarsgård (Luthen Rael), Denise Gough (supervisore Dedra Meero), Genevieve O'Reilly (Mon Mothma), Adria Arjona (Bix Caleen), Faye Marsay (Vel Sartha), Elizabeth Dulau (Kleya Marki), Forest Whitaker (Saw Gerrera), Kyle Soller (Syril Karn), Alex Ferns (sergente Linus Mosk), Kathryn Hunter (Eedy Karn), Joplin Sibtain (Brasso)
- Guest star: Duncan Pow (Ruescott Melshi), Pamela Nomvete (Jezzi), Dave Chapman (voce di B2EMO), Noof Ousellam (attendente Corv), Wilf Scolding (capitano Vanis Tigo), Nick Moss (tenente Keysax), Jacob James Beswick (attendente Heert), Neil Bell (time grappler), Bronte Carmichael (Leida), Aidan Cook (Benthic “due tubi”), Roger Barclay (capitano Elk), Gethin Alderman (ufficiale imperiale), Harry McEntire (artigliere imperiale), Zubin Varla (Xanwan), Mike Quinn (voce di Dewi Pamular), Damian Farrell (voce di Freedi Pamular)

## Lampi di ribellione
- Titolo originale: Rix Road
- Diretto da: Benjamin Caron
- Scritto da: Tony Gilroy

### Trama
Mon accusa il marito di perdere soldi giocando d'azzardo, facendo credere all'ISB che la sorveglia sia questa la causa dell'ammanco nelle finanze. Procede quindi a presentare la figlia al figlio di Sculdun come da loro accordi.
Intanto l'ISB uccide Kreegyr e i suoi uomini quando attaccano la centrale Spellhaus, contrariando Meero che si trova su Ferrix per catturare Cassian. Quest'ultimo arriva in incognito e incontra Brasso che lo aggiorna su quanto accaduto. Durante il funerale di Marva viene mostrata una sua registrazione che incita la popolazione a ribellarsi all'Impero, scatenando una rivolta. Durante la confusione Cassian salva Bix dalla prigionia, portandola da Brasso che con alcuni amici la porta via dal pianeta. Coinvolta nella calca, Meero viene salvata da Syril che la porta al sicuro. Nel frattempo Luthen, che ha assistito alla ribellione su Ferrix, torna alla sua nave trovando Cassian ad aspettarlo che si offre di unirsi a lui. In una scena dopo i titoli di coda, numerosi droidi installano i componenti prodotti su Narkina 5 nella sezione di fuoco della Morte Nera.
- Interpreti comprimari: Stellan Skarsgård (Luthen Rael), Denise Gough (supervisore Dedra Meero), Genevieve O'Reilly (Mon Mothma), Adria Arjona (Bix Caleen), Faye Marsay (Vel Sartha), Varada Sethu (Cinta Kaz), Kyle Soller (Syril Karn), Alex Ferns (sergente Linus Mosk), Joplin Sibtain (Brasso), Fiona Shaw (Maarva Andor), Anton Lesser (maggiore Partagaz)
- Guest star: Dave Chapman (voce di B2EMO), Muhannad Bhaier (Wilmon Paak), Noof Ousellam (attendente Corv), Wilf Scolding (capitano Vanis Tigo), Nick Moss (tenente Keysax), Zubin Varla (Xanwan), Raymond Anum (Nurchi), Abhin Galeya (Salman Paak), Alastair Mackenzie (Perrin Fertha), Lee Ross (Kloris), Gary Beadle (Clem Andor), Lucas Bond (Cassian ragazzo), Kieran O'Brien (Pegla), Alex Lawther (voce di Karis Nemik), Ben Bailey Smith (maggiore Blevin), Michael Jenn (capitano Lagret), Lucy Russell (supervisore Grandi), Robert Emms (supervisore Lonni Jung), Neil Bell (time grappler), Pamela Nomvete (Jezzi), Matt Dunkley (dottor Mulmoy), Gavin Spokes (Tenek), Bronte Carmichael (Leida), Richard Dillane (Davo Sculdun), Finley Glasgow (Stekan Sculdun), Rosalind Halstead (Runai Sculdun)